# Sénat (Cameroun)
Pour les autres articles nationaux ou selon les autres juridictions, voir Sénat.
IIIe législature
Palais des congrès
Le Sénat (en anglais : Senate) est la chambre haute du parlement du Cameroun. Il est issu de la révision du 18 janvier 1996 de la constitution de 1972 qui prévoit que le Parlement est composé de deux chambres : l'Assemblée nationale étant la chambre basse.

## Système électoral
Le Sénat est composé de 100 sénateurs renouvelés intégralement tous les cinq ans. Chacune des 10 régions du Cameroun est représentée par dix sénateurs dont sept élus par un collège électoral composé des membres des conseils municipaux et régionaux, soit 70 sénateurs élus. Les trois sénateurs restants de chaque région sont nommés par le président de la République, soit trente sénateurs,.
Dans chaque région, les sièges des sept sénateurs élus sont pourvus selon un système mixte à finalité majoritaire : il s'agit d'un scrutin proportionnel plurinominal combiné à une prime majoritaire attribuée à la liste arrivée en tête. Les électeurs votent pour une liste fermée de candidats, sans panachage ni vote préférentiel. La liste ayant obtenu la majorité absolue des suffrages exprimés remporte l'intégralité des sept sièges à pourvoir dans la région. Si aucune n'atteint cette majorité, la liste arrivée en tête remporte une prime de quatre sièges, et les trois sièges restants sont répartis à la proportionnelle selon la règle du plus fort reste entre toutes les listes ayant franchi le seuil électoral régional de 5 % des suffrages exprimés, y compris la liste arrivée en tête. En cas d'égalité des voix des deux listes en tête, ces dernières reçoivent la moitié de la prime, soit deux sièges chacune.
Le vote des grands électeurs intervient dans les chefs-lieux des départements, à bulletin secret. Il est obligatoire, sous peine de déchéance du mandat de conseiller municipal ou régional. En retour, l'État prend en charge les frais de déplacement et permet le vote par procuration via un autre membre du collège électoral, à raison d'une seule procuration par membre. Les candidats doivent être âgés d'au moins quarante ans révolus, avoir la nationalité camerounaise de naissance, résider dans la région où ils se présentent et appartenir à un parti politique.

## Rôle
Le Sénat représente les collectivités territoriales décentralisées (les communes et les régions). Le Sénat se doit  pour mission d'adopter les lois, d'apporter des amendements ou de rejeter des textes soumis à son examen. 
Par ailleurs, l'alinéa 2 du paragraphe 4 de l’article 6 de la loi n° 2008/001 du 14 avril 2008 modifiant et complétant la loi constitutionnelle du 16 janvier 1996 confie au président du Sénat la mission d'exercer l'intérim du président de la République en cas de vacance de celui-ci pour cause de décès, de démission ou d'empêchement définitif et ce jusqu'à l'élection d'un nouveau président de la République.

## Législatures

### Irelégislature
Les premières élections sénatoriales camerounaises ont été organisées le 14 avril 2013. 70 sénateurs ont été élus au terme du scrutin indirect, dont 56 issus du parti au pouvoir le RDPC et 14 du SDF, principal parti d'opposition. Le nombre des sénateurs a été complétés à 100 avec la nomination par le président de la République le 8 mai 2013 de 30 autres sénateurs. 

### IIelégislature
Les deuxièmes élections sénatoriales se sont tenues le 25 mars 2018 et les résultats ont été proclamés le 5 avril 2018. À l'issue du scrutin indirect, le RDPC a remporté 63 sièges et le SDF seulement 7, soit deux fois moins que lors de la première législature. Le président de la République a complété la liste à 100 comme le dispose la constitution en nommant 30 autres sénateurs le 12 avril 2018.

### IIIelégislature
Les troisièmes élections sénatoriales se sont tenues le 12 mars 2023 et les résultats ont été proclamés le 23 mars 2023. À l'issue du scrutin indirect, le RDPC remporte la totalité des 70 sièges à pourvoir. Le président de la République complète la liste à 100 comme le dispose la constitution en nommant 30 autres sénateurs, dont 24 du RDPC et six d'autres partis politiques, le 31 mars 2023.

## Liste des présidents
| Nom                  | Début        | Fin      | Références |
| -------------------- | ------------ | -------- | ---------- |
| Marcel Niat Njifenji | 12 juin 2013 | en cours | ,          |